# Pedicularis gammieana
Pedicularis gammieana är en snyltrotsväxtart som beskrevs av David Prain. Pedicularis gammieana ingår i släktet spiror, och familjen snyltrotsväxter. Inga underarter finns listade i Catalogue of Life.